# Midgee parva
Midgee parva là một loài nhện trong họ Toxopidae.
Loài này thuộc chi Midgee. Midgee parva được Hugh Davies miêu tả năm 1995.